# شيلدون رايلي
شيلدون رايلي ( مواليد 14 مارس 1999) هو مغني أسترالي مثل أستراليا في مسابقة الأغنية الأوروبية لعام 2022.

## روابط خارجية
- شيلدون رايلي على موقع IMDb (الإنجليزية)
- شيلدون رايلي على موقع ميوزك برينز (الإنجليزية)
- شيلدون رايلي على موقع أول ميوزيك (الإنجليزية)
- شيلدون رايلي على موقع ديسكوغز (الإنجليزية)
- شيلدون رايلي على موقع قاعدة بيانات الفيلم (الإنجليزية)